# Наумова, Лидия Игнатьевна
Лидия Игнатьевна Наумова (1924—2017) — советский хозяйственный и государственный деятель, Герой Социалистического Труда.

## Биография
Родилась в 1924 году в селе Андреевичи. Член КПСС.
С 1938 года — на хозяйственной, общественной и политической работе. В 1938—1979 гг. — звеньевая колхоза имени Коминтерна, остарбайтер на принудительных работах в Австрии, доярка колхоза имени Коминтерна Емильчинского района Житомирской области Украинской ССР.
Указом Президиума Верховного Совета СССР от 22 марта 1966 года присвоено звание Героя Социалистического Труда с вручением ордена Ленина и золотой медали «Серп и Молот».
Делегат 3-го Всесоюзного съезда колхозников.
Умерла в селе Андреевичи в 2017 году.